# St-Jean-Baptiste (Saint-Jean-Trolimon)

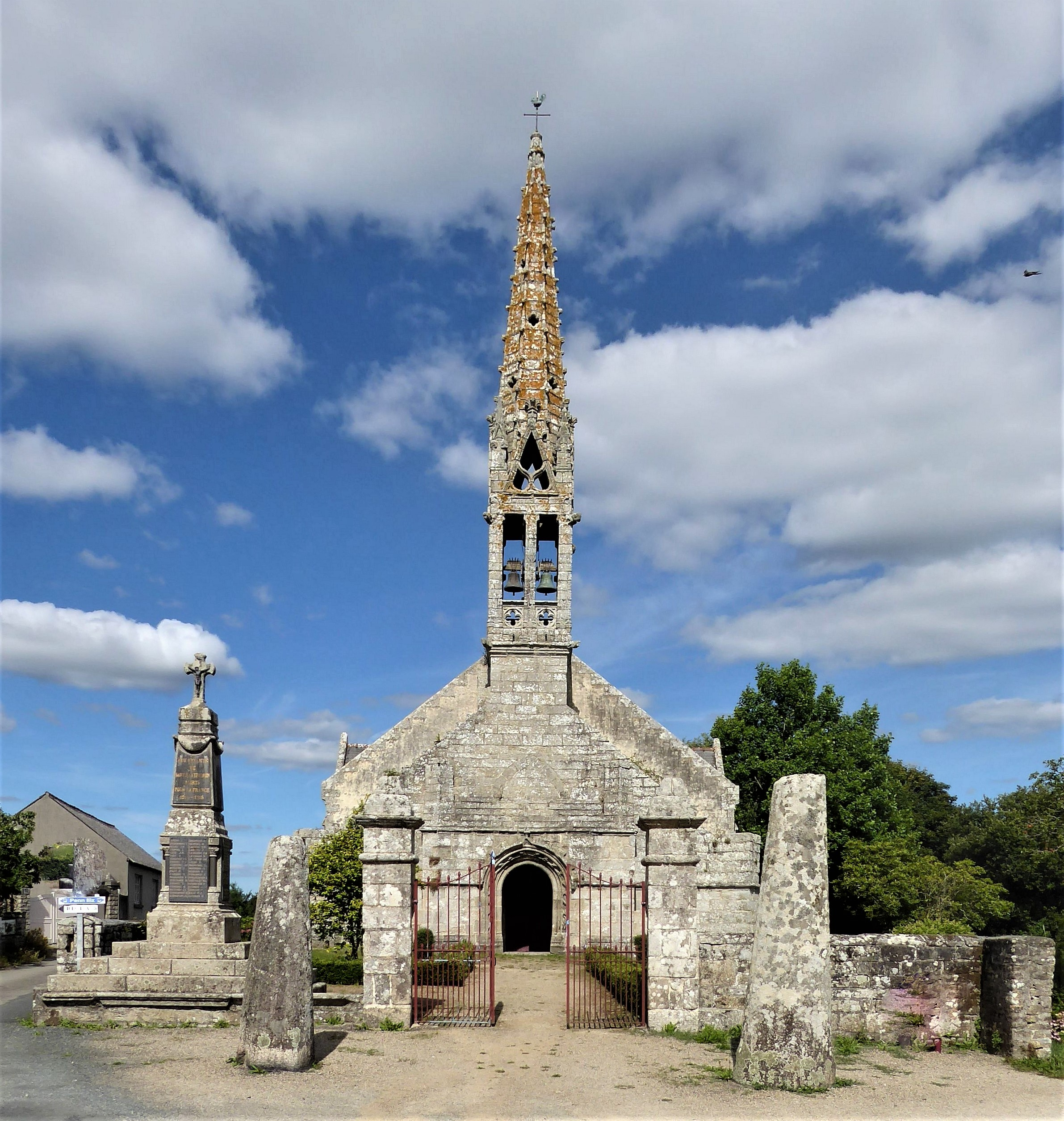
St-Jean-Baptiste, Blick zur Westfassade

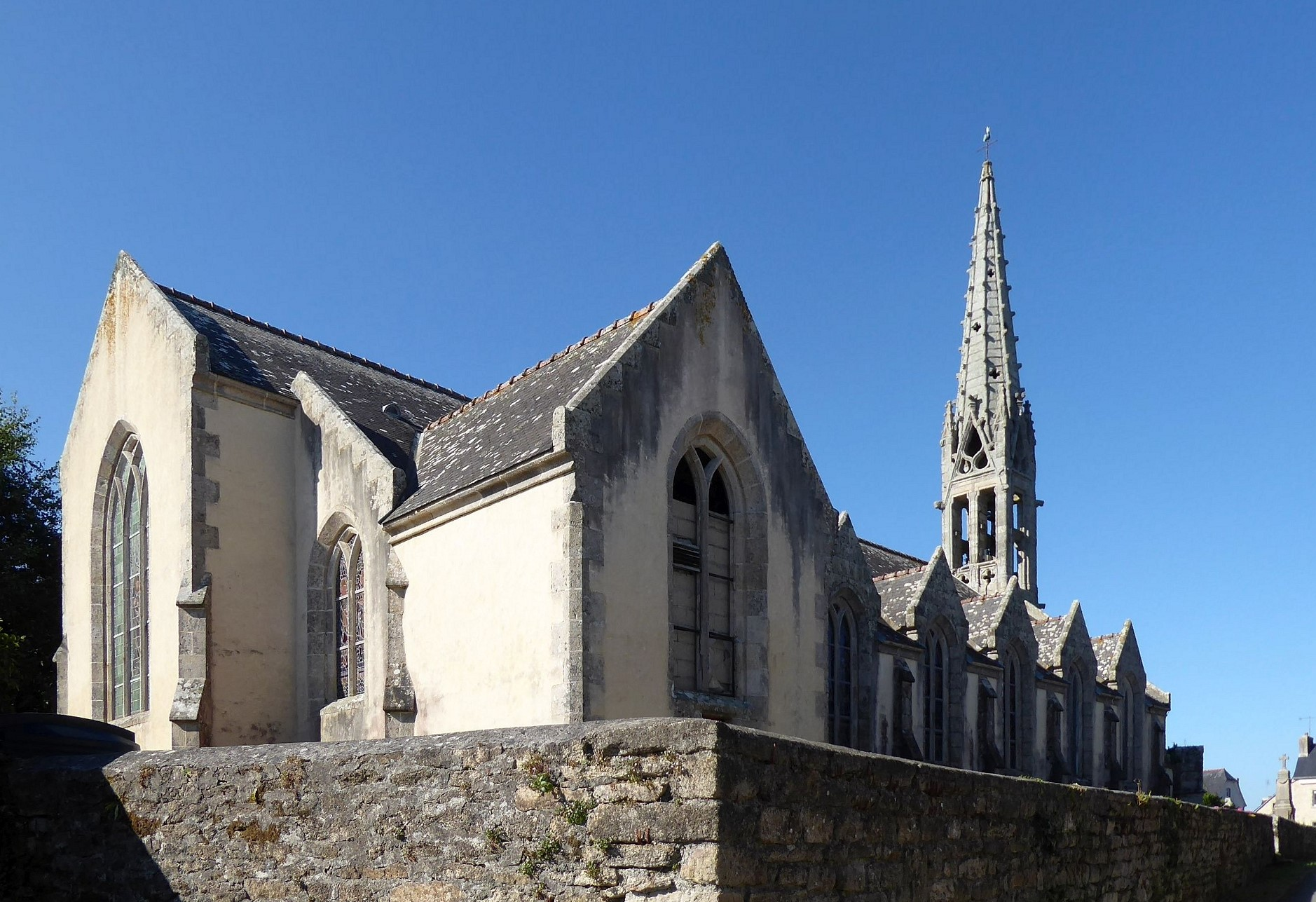
Ansicht von Nordosten

St-Jean-Baptiste ist eine römisch-katholische Pfarrkirche in Saint-Jean-Trolimon (Département Finistère).

## Geschichte
Die Johannes dem Täufer geweihte Kirche wurde im Jahr 1886 nach Plänen des Architekten Joseph Bigot errichtet. Dabei wurde die Westfassade eines gotischen Vorgängerbaus aus dem 16. Jahrhundert mit einem Turm aus dem 18. Jahrhundert in das neue Gotteshaus einbezogen.
Das Langhaus besitzt sieben Joche, wovon das siebte Joch vor dem Chor mit Seitenkapellen querhausartig ausgeführt ist. Der Chor selber ragt nur wenig über das Querhaus heraus, sodass der Grundriss der Kirche wie oft in der Region einem Taukreuz ähnelt.